# Ján Kozák
Ján Kozák, född den 17 april 1954 i Matejovce nad Hornádom, är en slovakisk före detta professionell fotbollsspelare och sedermera tränare. Mellan 1976 och 1984 spelade Kozák 55 landskamper för det tjeckoslovakiska landslaget. Han är numera förbundskapten för det slovakiska herrlandslaget.

## Meriter

### Som spelare
Dukla Prag
- Tjeckoslovakiska cupen: 1977, 1979

Dukla Prag
- Tjeckoslovakiska förstaligan: 1981–82
- Tjeckoslovakiska cupen: 1981

Individuellt
- Årets spelare i Tjeckoslovakien: 1981

### Som tränare
1.FC Košice
- Mars superliga: 1996–97, 1997–98

MFK Košice
- DOXXbet liga: 2005–06
- Slovakiska Cupen: 2009